# ジョセフ・オルトンジ
ジョセフ・ジェラード・オルトンジ（Joseph Gerard Altonji、1953年 - ）は、アメリカ合衆国の経済学者であり、イェール大学経済学部のトーマス・デウィット・カイラー記念教授（Thomas DeWitt Cuyler Professor of Economics）を務めている。専門はマクロ経済学および応用計量経済学であり、特に労働経済学の分野における世界有数の研究者の一人とされる。オルトンジは、黒人と白人の資産格差、家族内の経済的つながり、移民経済学といったテーマでも著名である。IDEAS/RePEcの労働経済学分野において上位1%の研究者にランクされている。2018年には、労働供給、家族経済学、差別の分析への貢献により、IZA労働経済学賞を受賞した。

## 学歴
1975年にイェール大学で経済学の学士号および修士号を取得し、1981年にプリンストン大学でPh.D.を取得。卒業後はコロンビア大学経済学部助教授、1986年からはノースウェスタン大学経済学部准教授、その後教授に昇任。2002年にイェール大学に戻り、現職に就任した。

## 経歴
これまでにシカゴおよびクリーブランド連邦準備銀行のコンサルタント、NCIリサーチの上級研究員、Center for Naval Analysisのコンサルタントなどを務めた。2002年以降、IZA労働経済研究所のリサーチフェローも務めている。
また、米国連邦経済統計諮問委員会（Federal Economic Statistics Advisory Committee）およびNSF社会・行動・経済科学諮問委員会の委員も務めている。Econometric Societyおよび労働経済学会のフェロー、アメリカ芸術科学アカデミーの会員でもある。

## 研究
オルトンジの研究分野は多岐にわたり、「労働市場の変動、労働供給、消費行動、教育経済学、家族内の経済的関係、人種および性別による労働市場での差異、賃金決定、計量経済学の方法論」などを含む。2021年には、『Journal of Labor Economics』誌が彼の研究に特集号を捧げた。

### 労働供給に関する研究
1982年の論文では、労働供給の時間的代替可能性によって景気変動が説明できるという仮説を実証的に検証し、データ上では支持されないことを示した。1986年の論文では、消費データや差分手法を用いて、既婚男性の労働供給に関する弾力性を小さいながらも正であるとした。
1990年代にはクリスティーナ・パクソンとの共著で、家族構成の変化と労働時間の選好の関係を研究。仕事の変更によって望ましい労働時間への調整が行われる可能性を示唆した。

### 教育経済学と人的資本投資
1980年代から1990年代にかけて、高校カリキュラムや職業訓練が労働市場成果に与える影響を研究。近年ではトッド・エルダーおよびクリストファー・テイバーとの共著でカトリック高校の効果を分析し、高校卒業率や大学進学率への正の効果を見出した。
また、不確実な教育成果のもとでの教育需要について理論的にも分析を行っている。

### 家族経済学に関する研究
オルトンジは、ローレンス・コトリコフ、林文夫、トーマス・ダンとの共著を通じて、家族の経済分析にも多くの貢献をしている。林およびコトリコフとの共著では、アメリカにおける拡大家族内での消費の分配が、リソースの分配とは独立していることを示し、拡大家族のメンバーが利他的な関係にあるとは言えないという結論を導いた。
さらに、親子間の時間的および金銭的移転における所得や資産の影響を分析し、金銭的移転は世帯間の所得格差を緩和する傾向がある一方で、時間的移転については所得の違いがあまり説明力を持たないこと、裕福な兄弟姉妹が親に対してより多くを与え、逆に少なく受け取る傾向があることなどを明らかにしている。これらの結果は、より洗練された交換モデルの必要性を示唆している。
また、アメリカの家族間および家族内におけるリスク分散が不完全であることも示されている。
その後の研究では、親から子への生前贈与に関する分析を通じて、利他性仮説を再度否定している。子から親へ1ドルを再分配した場合、兄弟姉妹への再分配として「滴り落ちる」金額はわずか13%であり、利他的な関係に基づく完全な再分配（100%）とは大きく乖離しているとされる。
さらに最近では、トーマス・ダンとの共著により、親族間の家計所得および労働市場成果の相関関係を分析している。

### 差別および移民に関する研究
オルトンジはまた、労働市場における差別の研究にも大きな貢献をしている。特に、レベッカ・ブランクとの共著による、人種および性別に関する労働市場差別の文献レビューは包括的なものとして高く評価されている。
また、チャールズ・ピエレットとの共著研究では、企業が若年労働者に対して観察可能な特性に基づいて統計的差別を行っている場合、企業が労働者の生産性について学習する過程で、観察可能な特性の係数は低下し、観察困難な特性に関連する変数の係数は上昇するべきであることを示した。
ウルリッヒ・ドラゼルスキとの共著研究では、アメリカにおける黒人と白人の資産格差の要因として、恒常所得と人口動態の役割を分析している。
さらに、デビッド・カードとの共著では、アメリカの低技能移民の増加が、低技能のネイティブ労働者に与える影響を分析。移民の多い都市では、ネイティブの低技能労働者が移民が集中する産業から他へ移動する傾向があり、移民の流入が1%増加することで、ネイティブの平均週給が約1.2%低下する可能性があると示している。

### 賃金・所得・消費に関する研究
オルトンジは賃金に関する研究でも広く知られており、ロバート・シャコトコとの共著では、賃金は勤続年数とともに緩やかに上昇するが、キャリア全体における賃金上昇の主因は労働市場での経験や職探しであり、勤続年数と賃金の強い相関関係は主に異質性バイアスによるものであると結論づけている。
また、ニコラス・ウィリアムズとの2005年の再推定では、勤続年数10年により対数賃金が0.11上昇するとの結果を得ており、勤続に対するリターンが時とともに増加している可能性を示唆している。
アロイシウス・シオウとの研究では、消費の反応を合理的期待ライフサイクルモデル、ケインジアンモデル、不完全資本市場を仮定したモデルで検証し、ケインズ型モデルは棄却される一方で、完全市場仮定の必要性については決定的な結論を得られなかった。
また、ポール・デヴァルーとの共著では、名目賃金の下方硬直性の程度と、それが賃金水準・変化・労働市場での移動に与える影響を分析している。
さらに近年では、アンソニー・スミス・ジュニアおよびイヴァン・ヴィダンゴスとの共著で、キャリア全体における賃金、雇用、職の移動、労働時間を含む動学的モデルを推定し、人的資本が生涯所得の成長にとって最も重要である一方で、勤続年数や職の移動も一定の役割を果たしていること、また失業ショックが短期・長期にわたって所得に大きな影響を及ぼすことを示している。

### その他の研究
オルトンジのその他の重要な研究としては、一般化モーメント法（GMM）による共分散構造推定における小標本バイアスの問題（ルイス・セーガルとの共著）、内生性のある説明変数を含む非分離モデルにおけるクロスセクションおよびパネルデータ推定量（ローザ・マツキンとの共著）、およびアメリカの若者の特性の変化が成人期の成果に与える影響（プラシャント・バラドワジ、ファビアン・ラングとの共著）などがある。